# Abaclia, Basarabeasca
Abaclia este un sat din raionul Basarabeasca, Republica Moldova. Vatra satului are o suprafață de aproximativ 4,67 km² și un perimetru de 14,2 km², iar inclusiv extravilanul satul are o suprafață totală de 74,47 km², fiind cuprinsă într-un perimetru de 47,7 km².

## Etimologie
Denumirea localității reprezintă o formă adaptată în limba română a numelui de trib tătăresc „abaklî”. Conform unor tradiții locale, satul s-ar fi numit în trecut Seliște și Cogâlniceni.

## Istorie
Fondată în a doua jumătate a secolului al XVII-lea în valea râului Cogâlnic așezarea Abaclia se regăsește pe hărțile topografice din anii 1770 și 1776. Denumirea actuală - Abaclia - satul o poartă din 1918.
Denumirea veche a localității este de origine tătărească – Abaclâgiaba, ceea ce s-ar traduce ca "fabrică de postav", din alte surse traducerea ar fi „Valea-Lungă” . Probabil este vorba de îndeletnicirea postăvăritului practicată de localnici. În fiecare an aceștia comercializau în piețe o cantitate mare de postav de lână.
În 1860 au fost înregistrate 190 de gospodării și 2 028 de locuitori, conform datelor din Dicționarul geografico-statistic al Imperiului Rus, editat în 1863 la Petersburg: "Абаклыджаба, село (каз.), Бессарабской об., Бендерскаго у., въ 70 вер. къ ю.-з. отъ Бендеръ, при руч. Когильникѣ. Жит. 2,028 д. об. п. (1860). Двор. 190, сельское уч."
În 1875 localitatea număra 281 de gospodării. Țăranii practicau agricultura.
În Dicționarul geografic al Basarabiei publicat în 1904 satul era menționat astfel:
„ABACLÂDJABA* sau ABACLIA, sat mare, în jud. Bender, pe care românii, locuitorii satului îl numesc și Risipiți. E așezat în Valea-Cohâlnicului, pe țărmurile râulețului cu același nume, într-o vale largă de aproape 2 kil, pe care satul o ocupă în toată întinderea. Poziția geografică: 46°22' lat., 26°35'30" long. d. m. din Paris. Numele satului e tătăresc și semnifică Valea-Lungă. Până la 1812 aici locuiau tătari, după plecarea cărora satul s-a populat cu români. La 1869 țăranii au fost împroprietăriți, primind câte 9 desetine pământ pe cap de familie, împrejurul satului sunt grădini cu pomi, grădini cu zarzavat, vii, apoi se începe câmpia. Satul posedă 387 vite mari, 790 oi și 320 porci. Din lipsă de combustibil loc. fabrică tizic, și utilizează drept combustibil paie și buruieni uscate. Biserica satului e veche; cea nouă se construiește. Biserica veche posedă un Penticostarion din anul 1785. Enoriașii bisericii sunt nu numai locuitorii satului, ci și ai cătunelor Iordanouca (233 loc.) și Șchinoasa (220 loc).)”—Dicționarul geografic al Basarabiei, 1904
.
Structura etnică a populației în 1930
     Români (96,16%)
     Ruși (2,53%)
     Țigani (1,1%)
     Bulgari (0,4%)
     Alte etnii (−0,19%)
La recensământul general al populației din 1930, în Abaclia au fost numărați 2995 locuitori, 1509 bărbați și 1486 femei. Din punct de vedere etnic, populația a fost alcătuită din 2872 români; 1 german; 76 ruși; 12 bulgari; 1 polonez și 33 țigani. În calitate de limba maternă, 2880 persoane au indicat limba română, 1 persoană - limba germană, 73 persoane - limba rusă, 8 persoane - limba bulgară, 1 persoană - limba poloneză și 32 persoane - limba țigănească. Graful de alfabetizare constituia 30,0% sau 677 persoane (541 bărbați și 136 femei).
În perioada interbelică domeniul comercial era reprezentat de 3 băcănii deținute de Dorif Luca, Gurin T., Isofache Radu și Stratilă Vasile. Servicii de meșteșugărit erau oferite de 3 cizmari (David Lazăr, Grebeneț Teodor, Grigore Sava) și 2 fierari (Căldăraru Teodor, Gugulan Gh.). De asemenea activau și 2 grădinari (Daraban Alexe, Daraban Nicolai). Cu viticultura se îndeletnicea Strătilă Ioan având o podgorie de 2 ha. Agricultori însemnați din Abaclia erau  Lupașcu Grigore care prelucra 35 ha de teren arabil, Niculița Mihail cu 32 ha și Strătilă Ștefan - cu 30 ha.
În sfera medicală funcționa 1 dispensar la care activa medicul Niculescu D. Comuna Abaclia era supusă, din punct de vedere juridic, Judecătorie de Ocol Cimișlia; Tribunalul Tighina.
Către 1940 satul Abaclia avea 3800 de locuitori. În perioada sovietică la Abaclia a fost construită o fabrică de vinuri, un combinat avicol, fermă, ateliere de prestare servicii, grădinițe, magazine etc.

## Demografie
<div class="transborder" style="position:absolute;width:100px;line-height:0;
Structură etnică
     moldoveni (97,59%)
     ucraineni (0,38%)
     ruși (0,87%)
     găgăuzi (0,43%)
     bulgari (0,18%)
     români (0,45%)
     țigani (0,05%)
     alte etnii / nedeclarată (0,05%)
Conform datelor recensământului din 2004, populația satului este de 5.519 locuitori, dintre care 2.677 (48,51%) bărbați și 2.842 (51,49%) femei. Structura etnică a populației în cadrul satului arată astfel:
- moldoveni — 5.386;
- ucraineni — 21;
- ruși — 48;
- găgăuzi — 24;
- bulgari — 10;
- români — 25;
- țigani — 3;
- altele / nedeclarată — 2.

La recensământul din anul 2004 în satul Abaclia au fost înregistrate 1659 de gospodării casnice. Membrii acestor gospodării alcătuiau 5519 de persoane, iar mărimea medie a unei gospodării era de 3.3 persoane. Gospodăriile casnice erau distribuite, în dependență de numărul de persoane ce le alcătuiesc, în felul următor: 14.53% - 1 persoană, 18.26% - 2 persoane, 20.13% - 3 persoane, 25.56% - 4 persoane, 13.38% - 5 persoane, 8.14% - 6 și mai multe persoane.
În anul 1997, populația satului Abaclia a fost estimată la 5380 de cetățeni.

## Administrație și politică
Componența Consiliului local Abaclia (13 consilieri), ales la 5 noiembrie 2023, este următoarea:
|  | Partid                                       | Consilieri | Componență | Componență | Componență | Componență | Componență | Componență |
|  | -------------------------------------------- | ---------- | ---------- | ---------- | ---------- | ---------- | ---------- | ---------- |
|  | Partidul Liberal Democrat din Moldova        | 6          |            |            |            |            |            |            |
|  | Partidul Acțiune și Solidaritate             | 3          |            |            |            |            |            |            |
|  | Partidul Verde Ecologist                     | 2          |            |            |            |            |            |            |
|  | Candidat independent AGNESA APOSTOL          | 1          |            |            |            |            |            |            |
|  | Partidul Socialiștilor din Republica Moldova | 1          |            |            |            |            |            |            |

## Galerie de imagini
Biserica „Sf. Arhangheli Mihail și Gavril” din localitate,  monument ocrotit de stat.

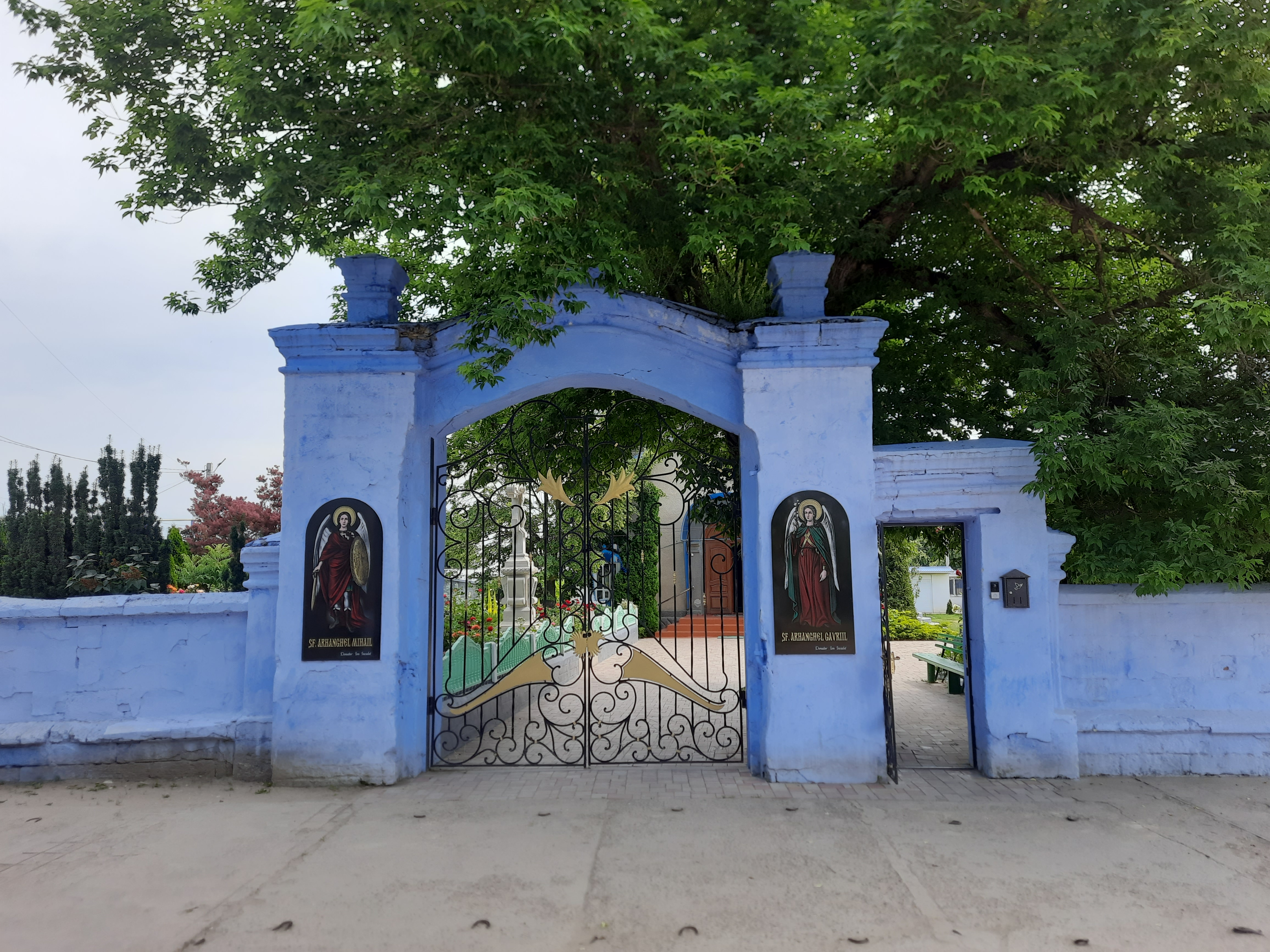
Poarta lăcașului.
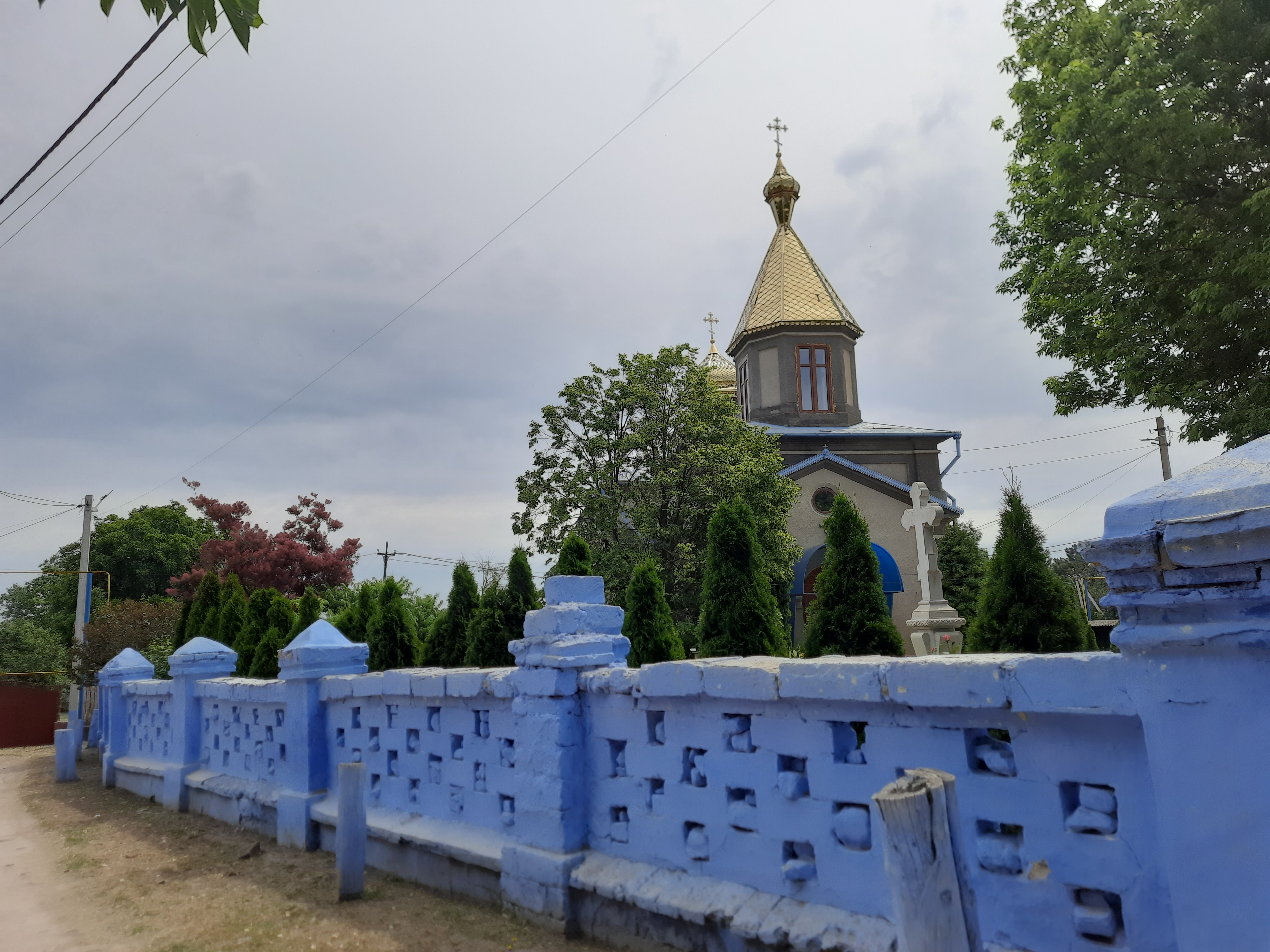
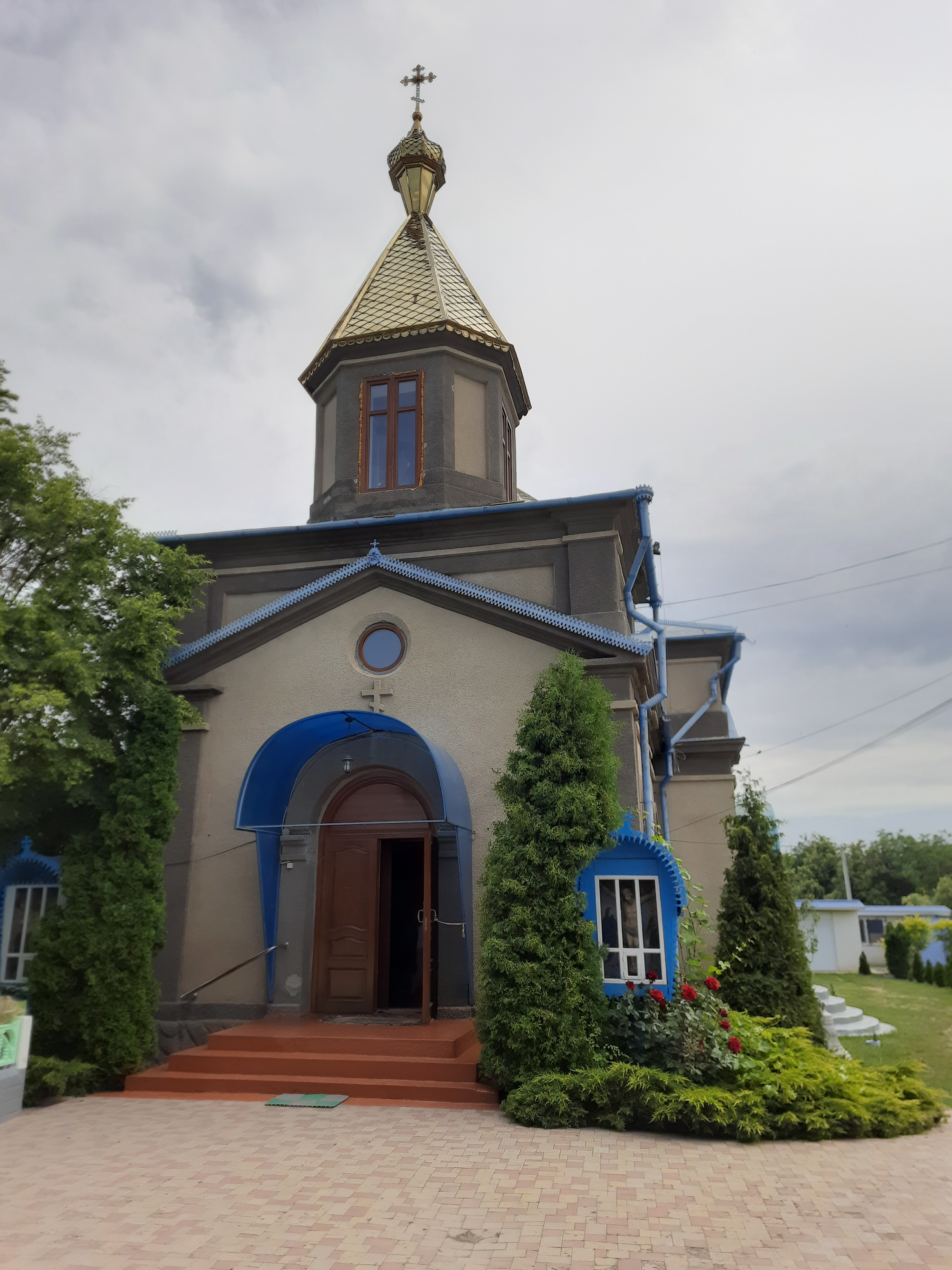
Lăcașul de cult.
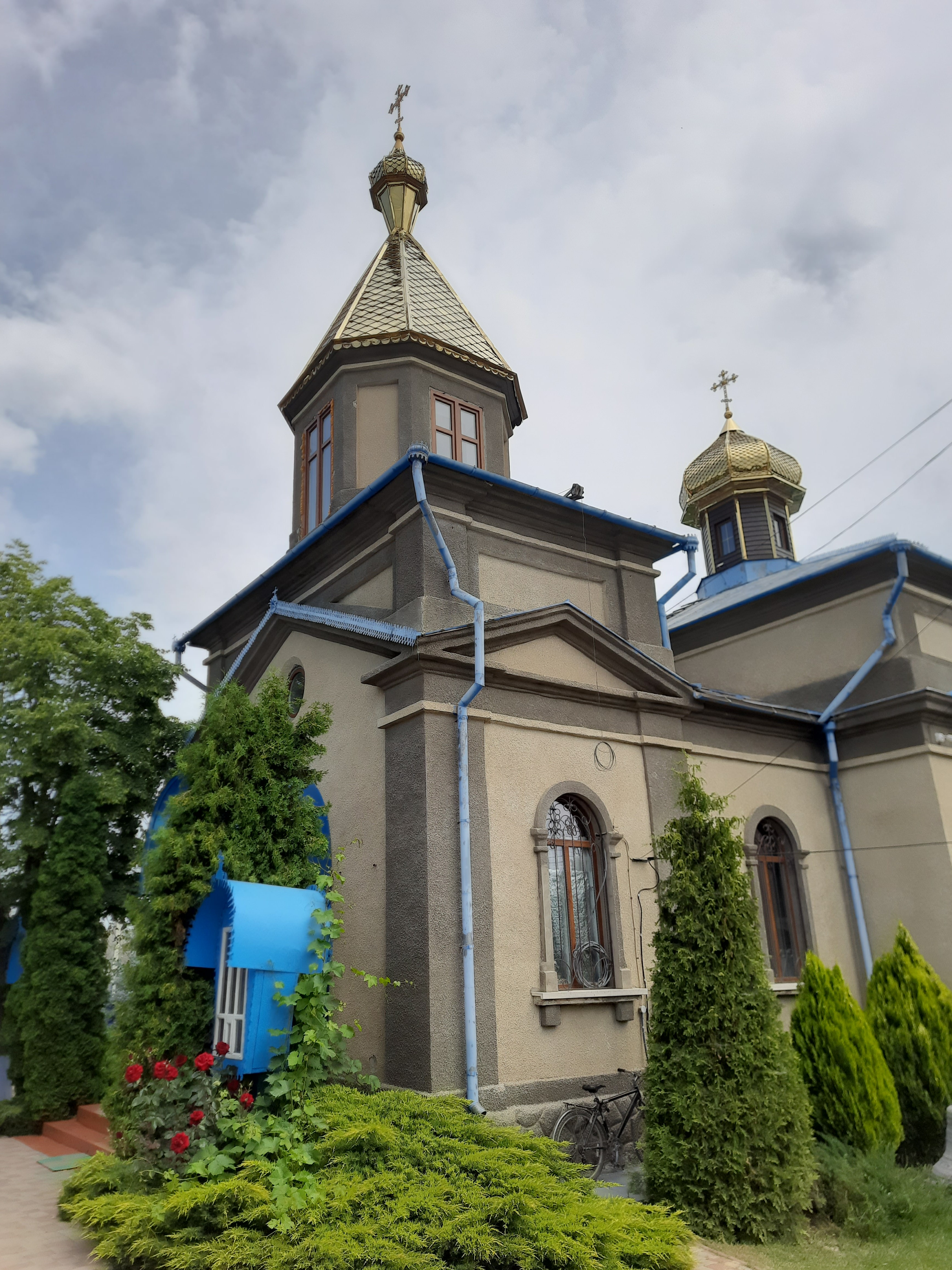
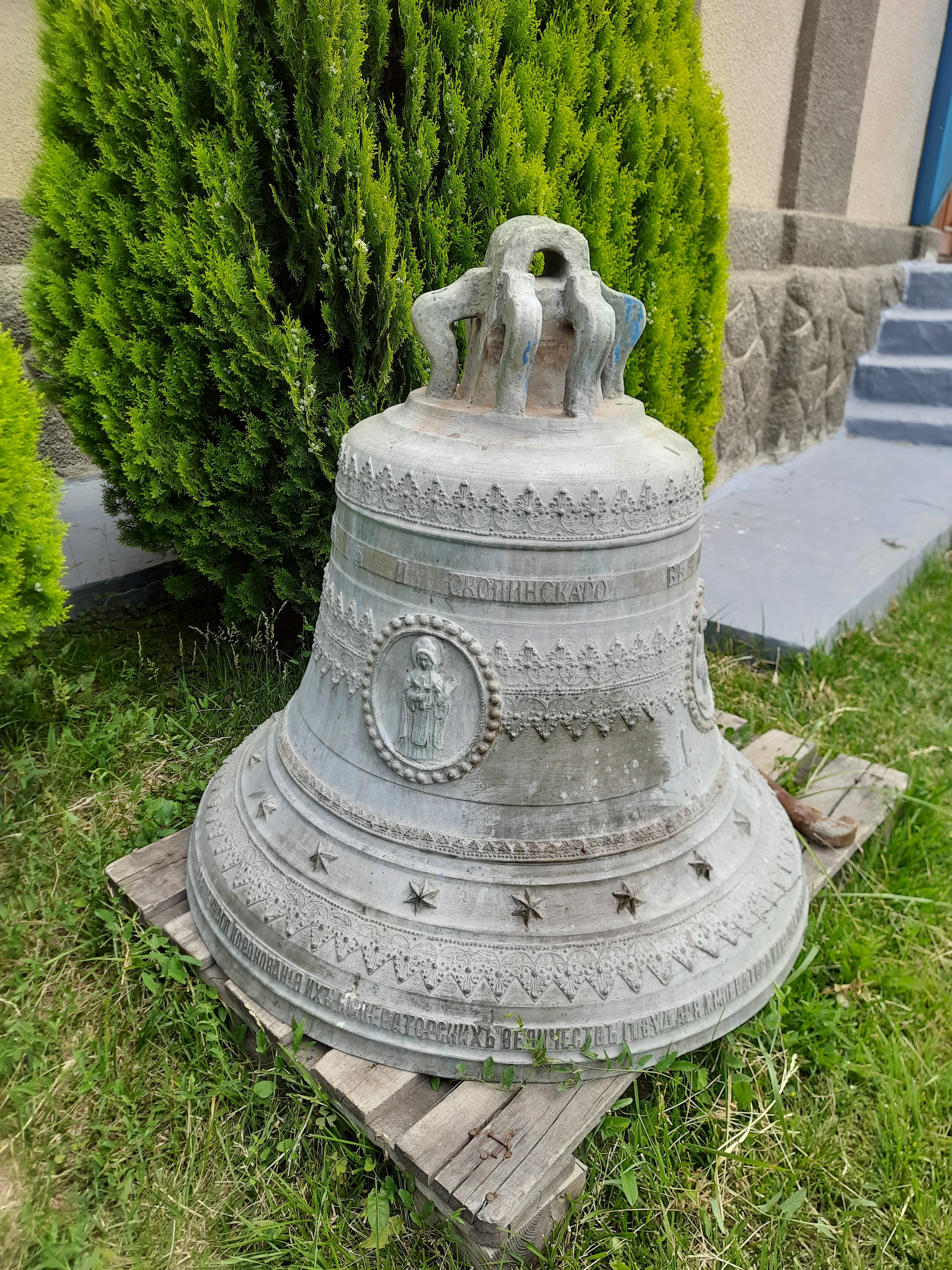
Clopot vechi întrebuințat anterior.
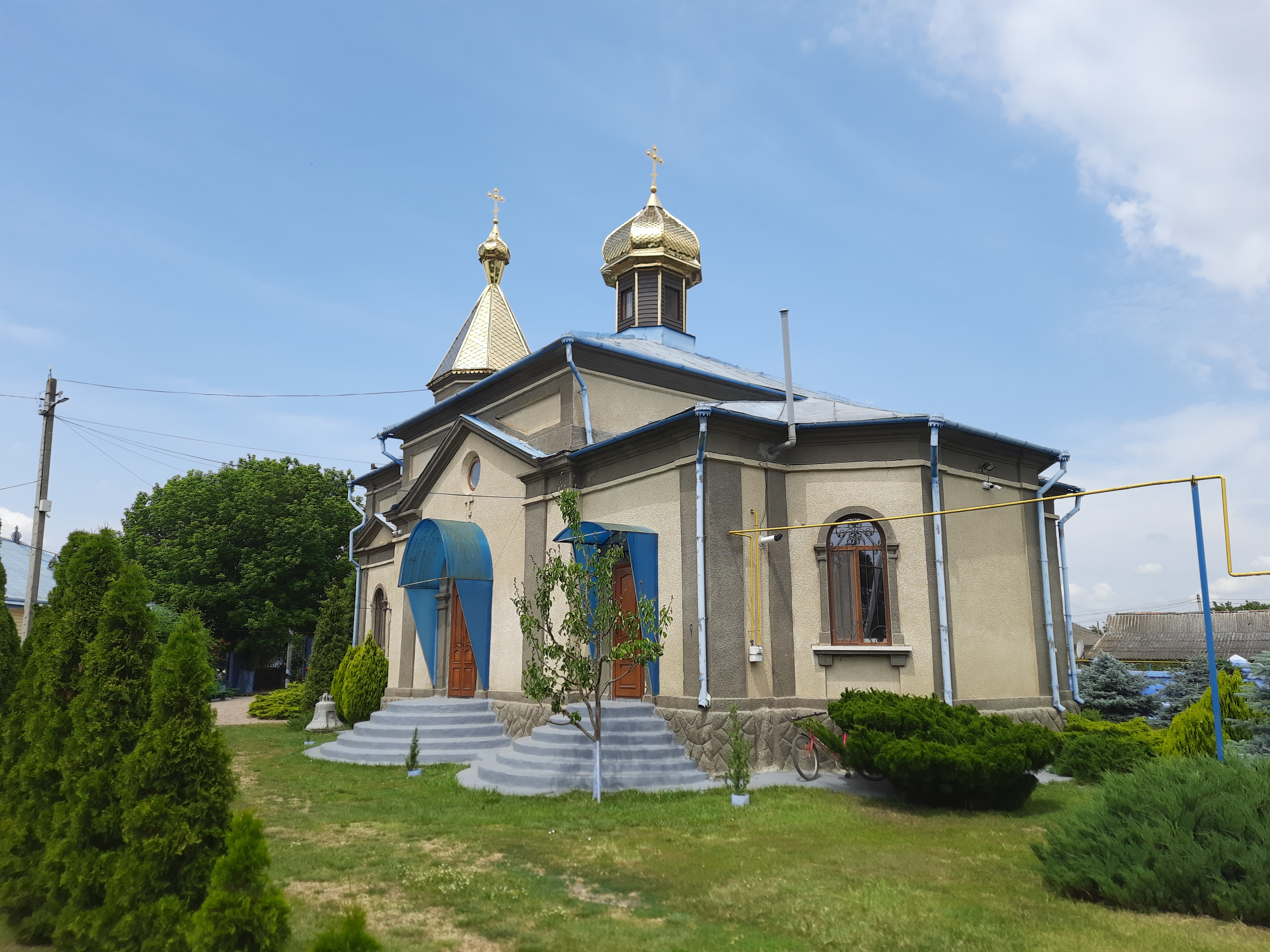
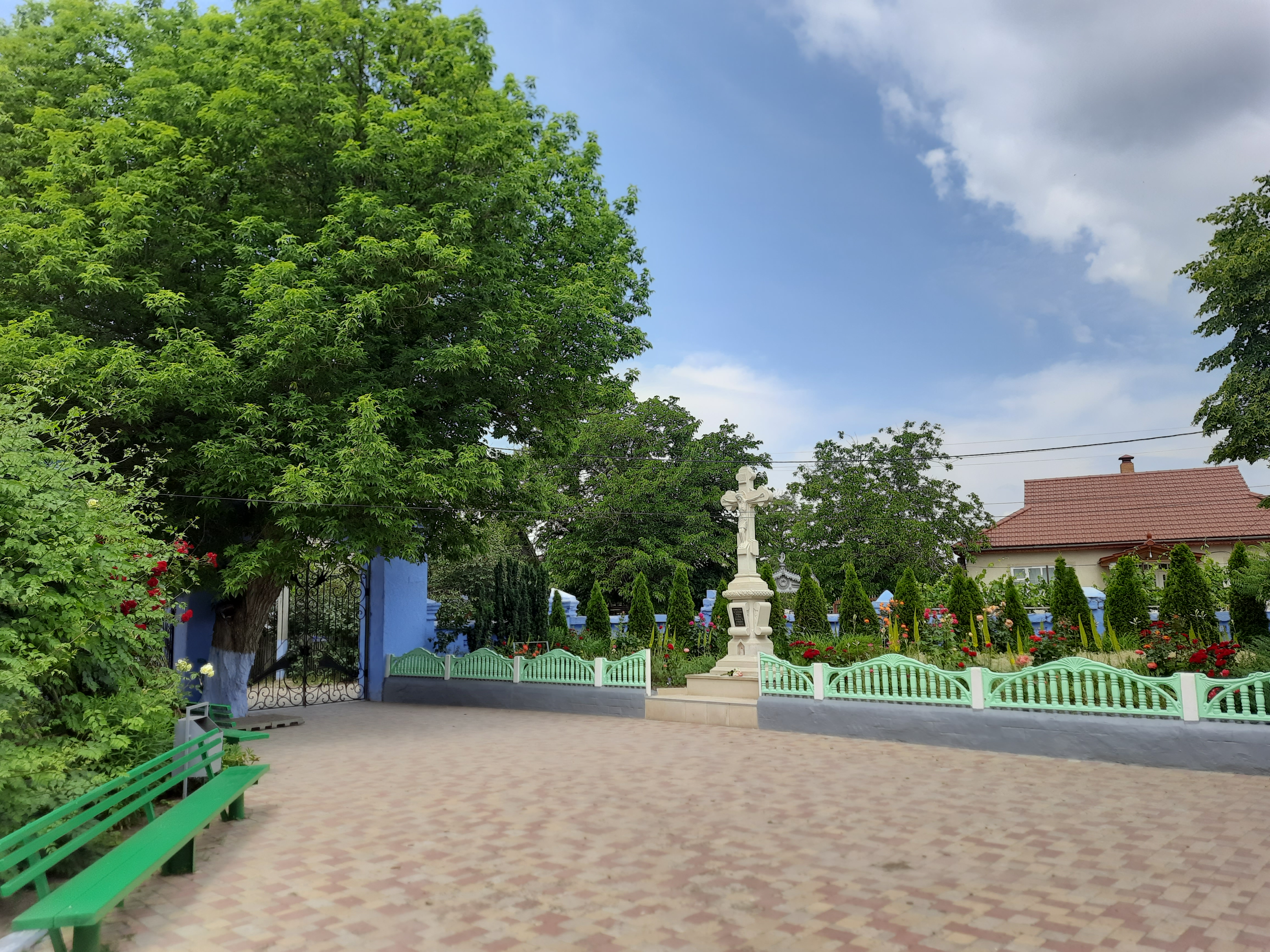

Casa-muzeu „Ivan Secrieru”

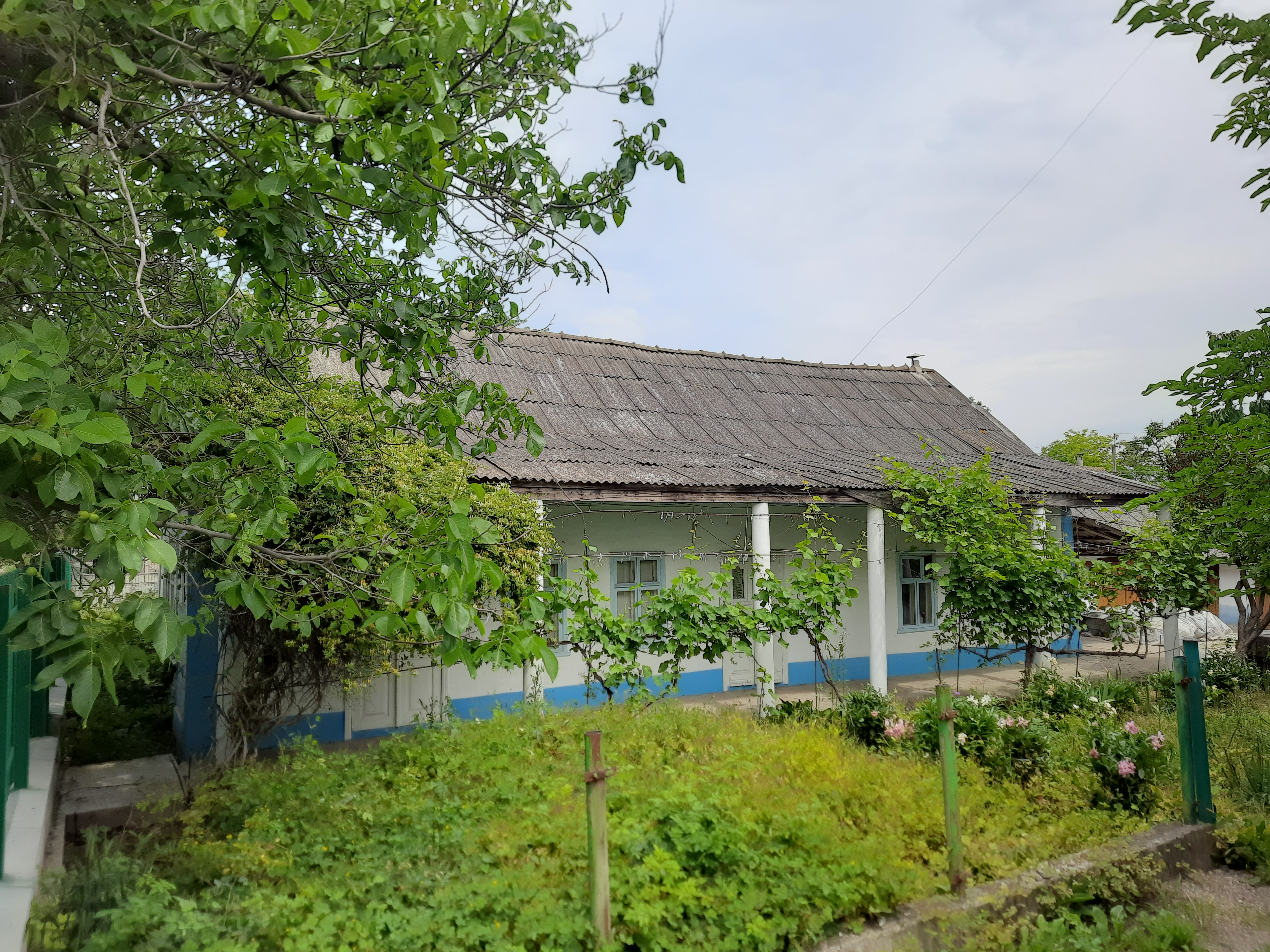
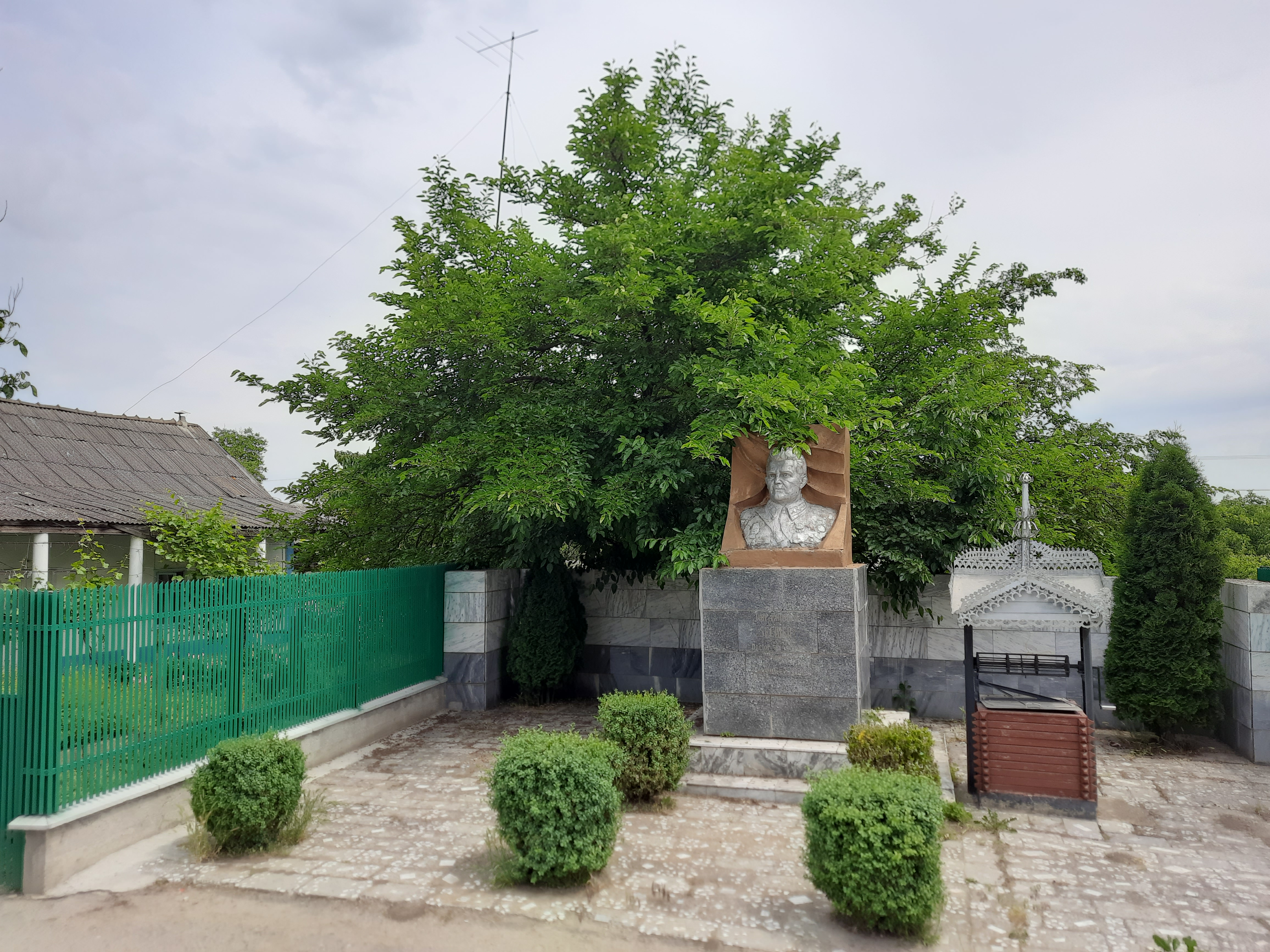
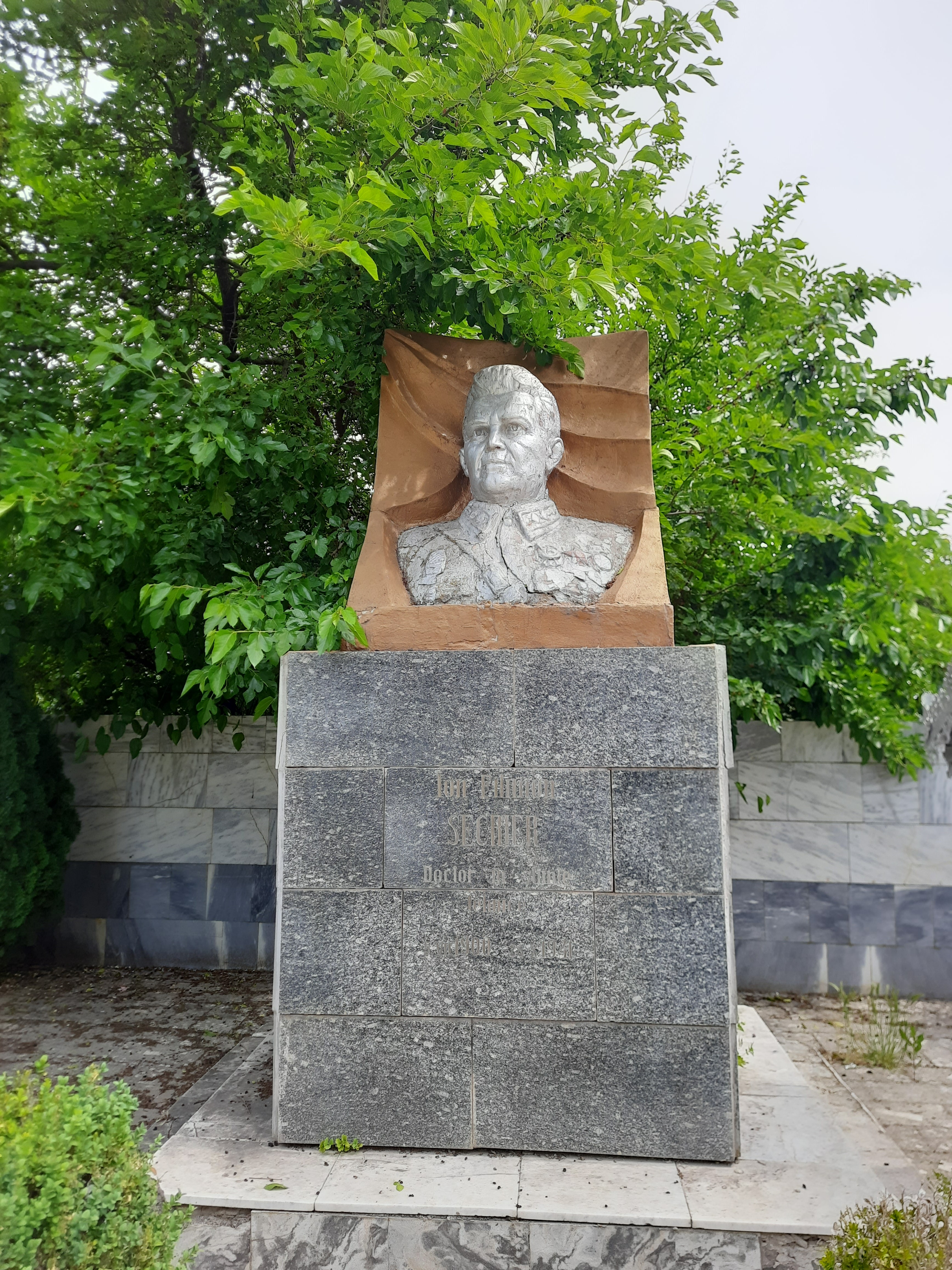
Bustul lui Ivan Secrieru, doctor în științe tehnice și specialist militar sovietic originar din Abaclia.
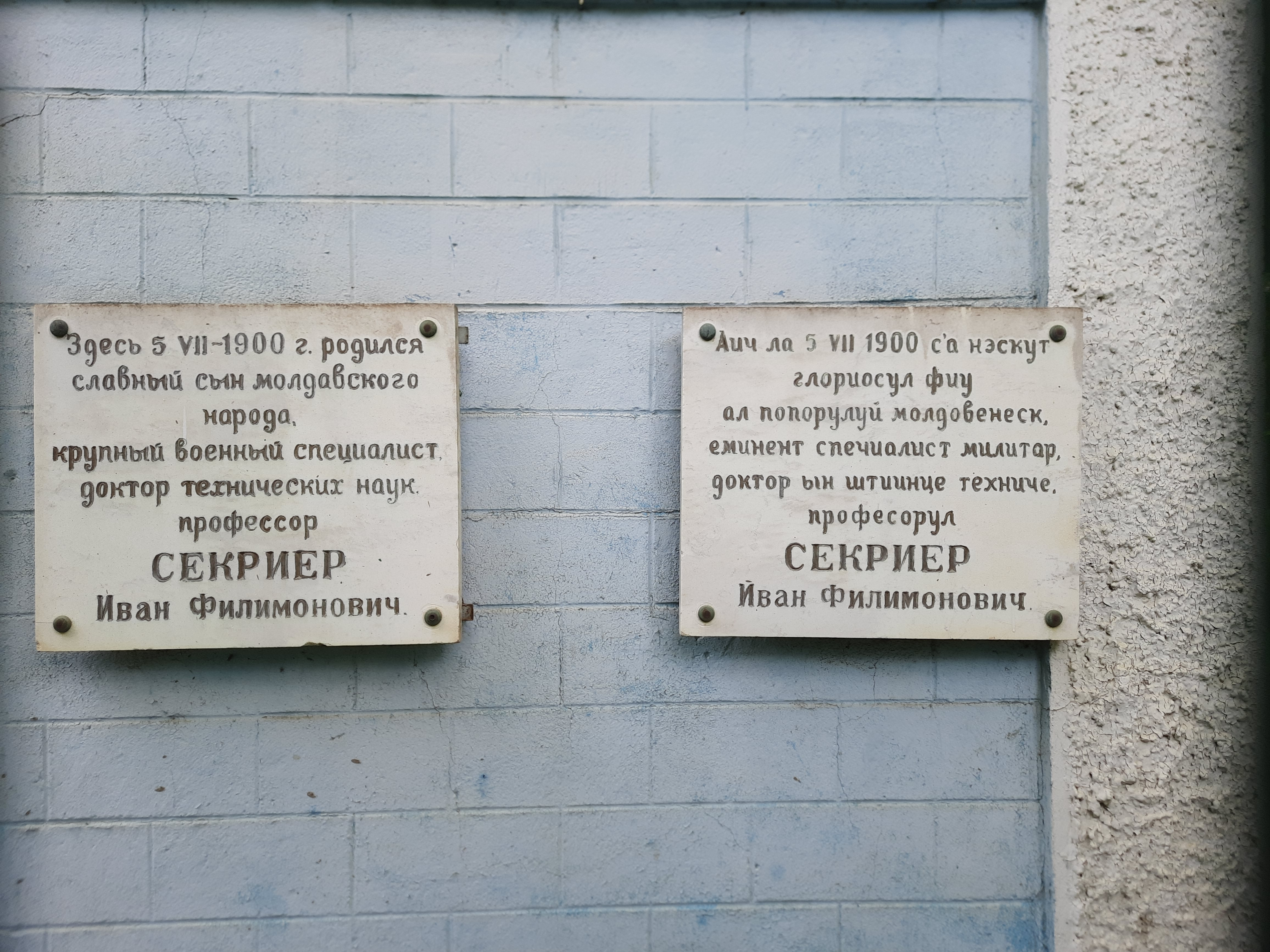

Memorialul consătenilor căzuți în Al Doilea Război Mondial

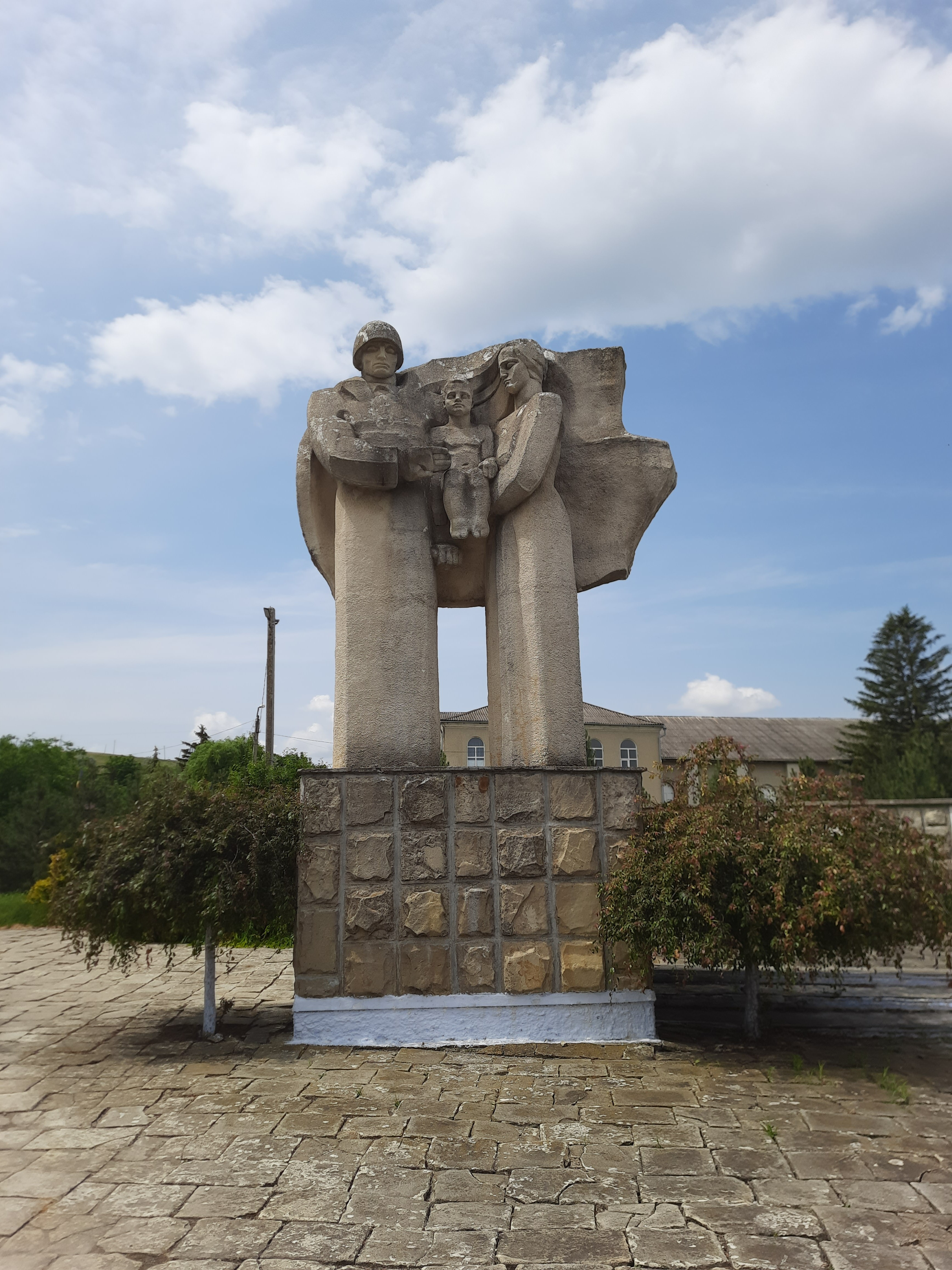
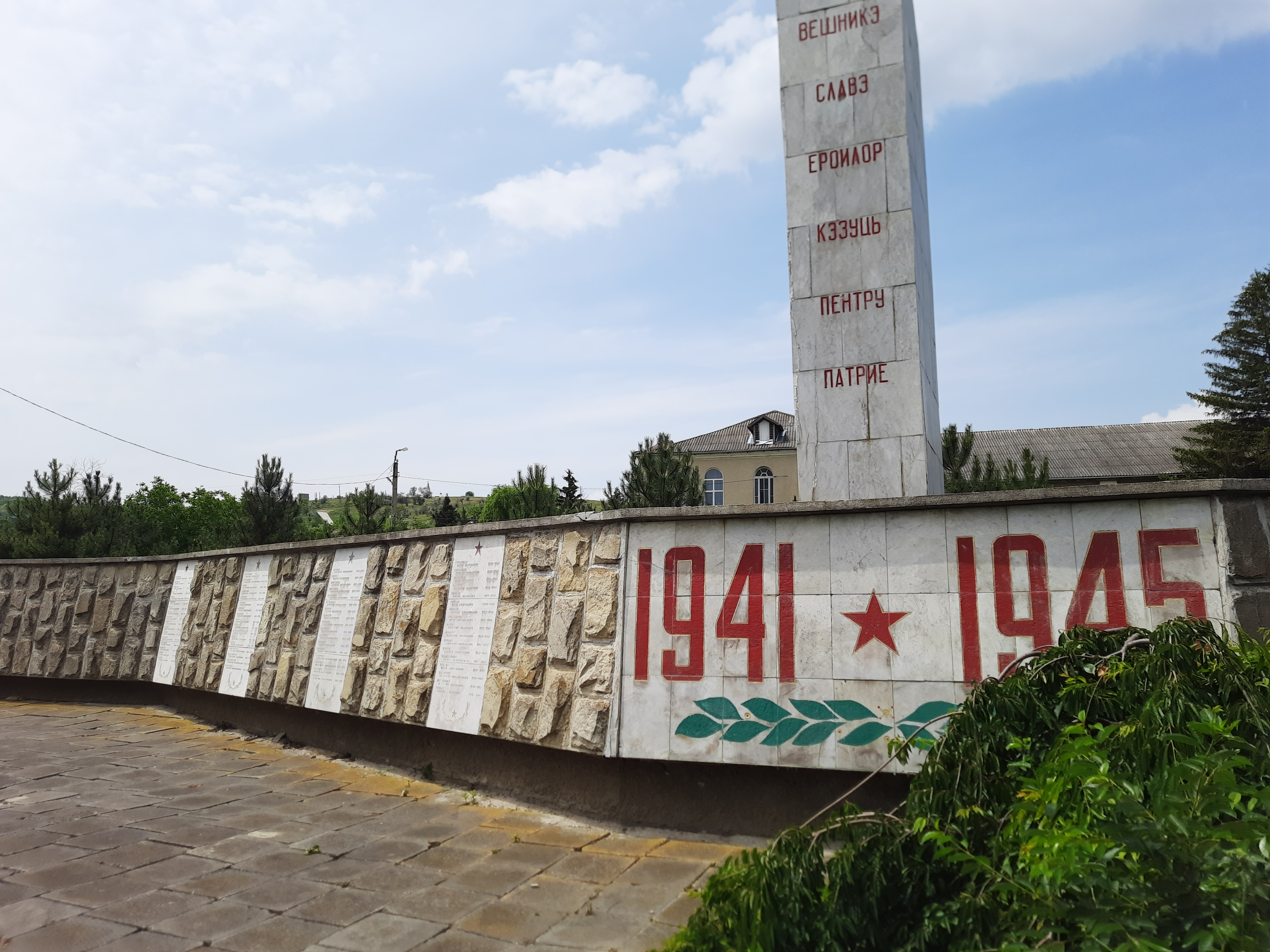
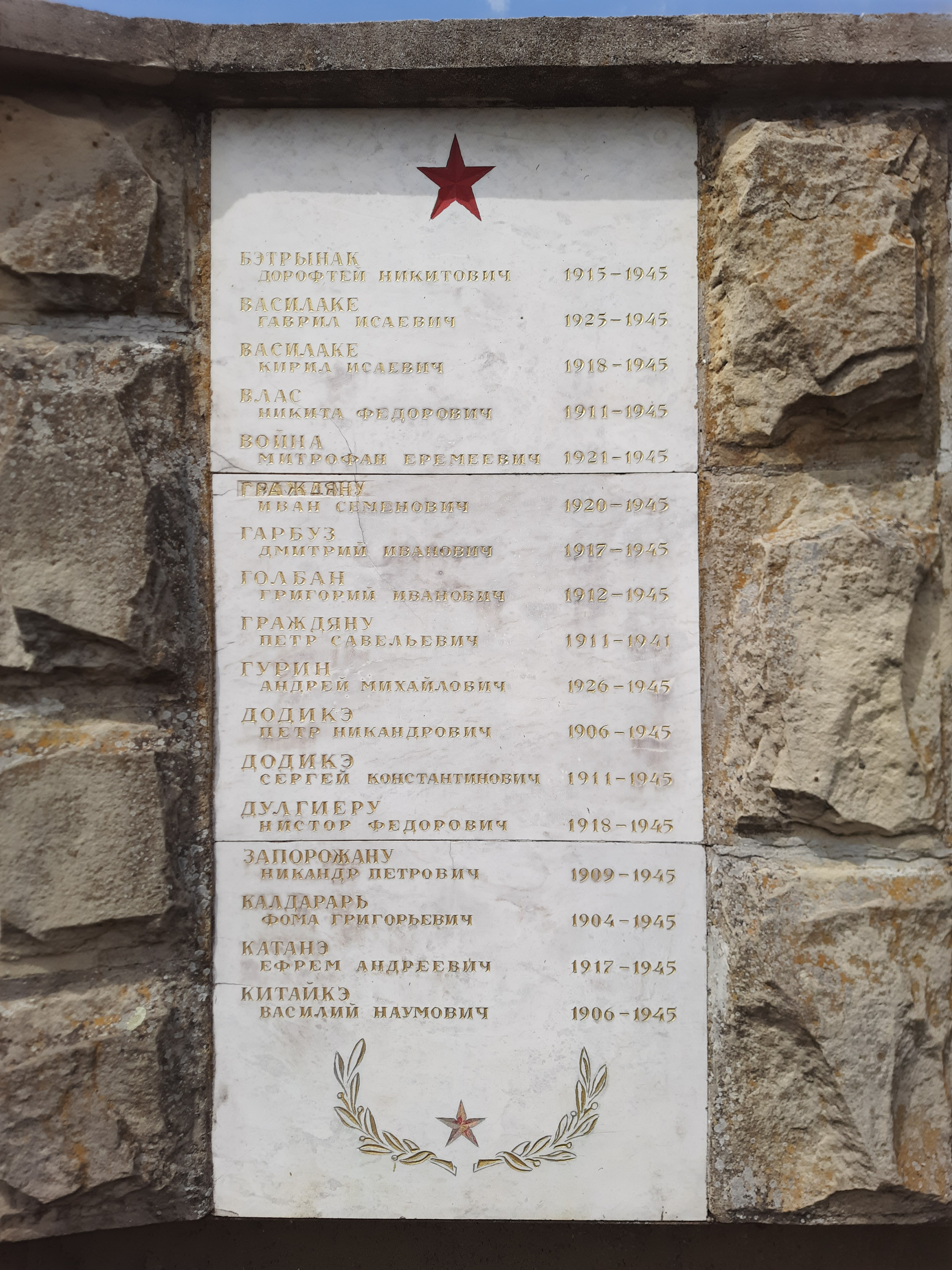
Liste ale consătenilor căzuți.
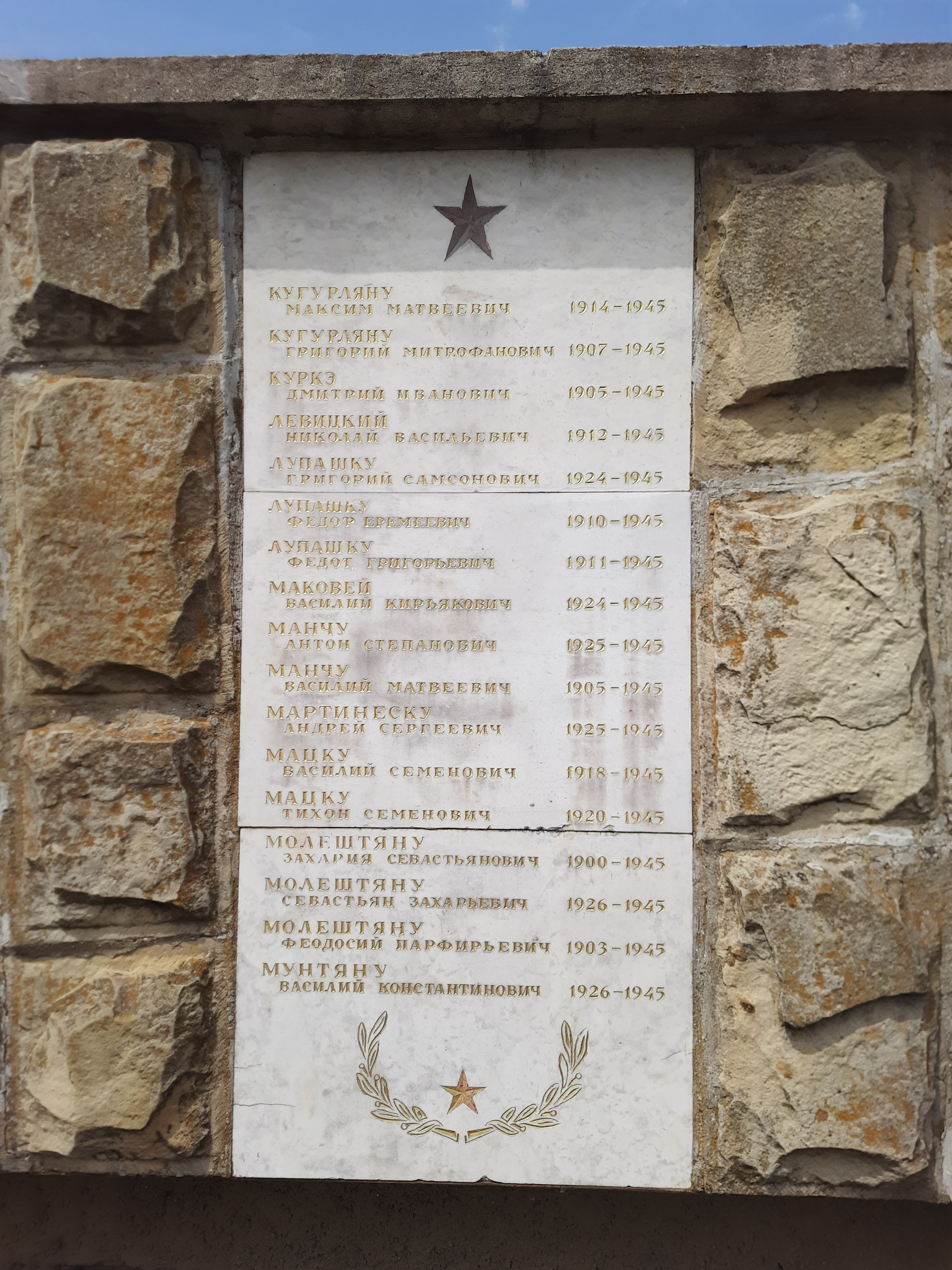
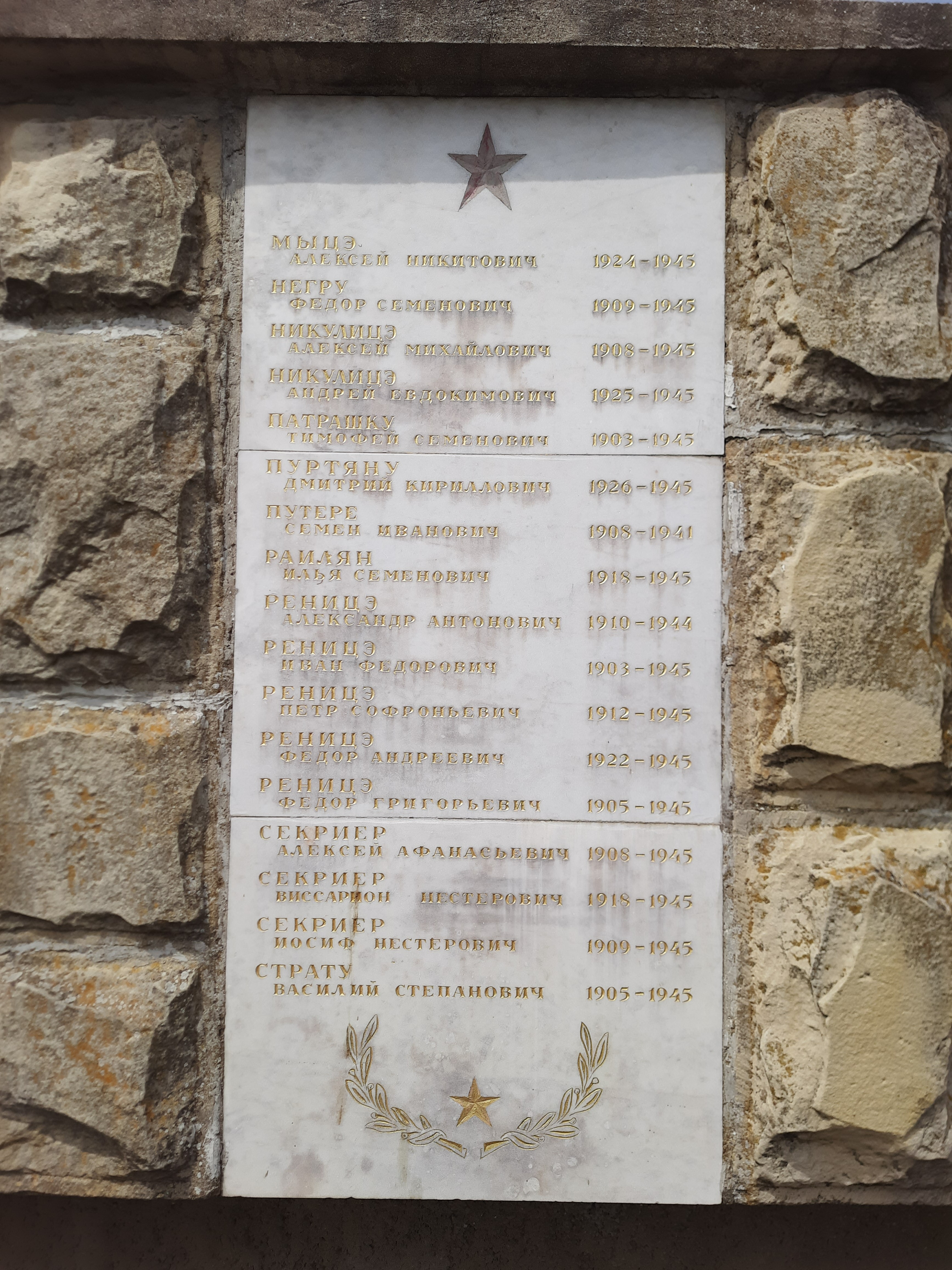
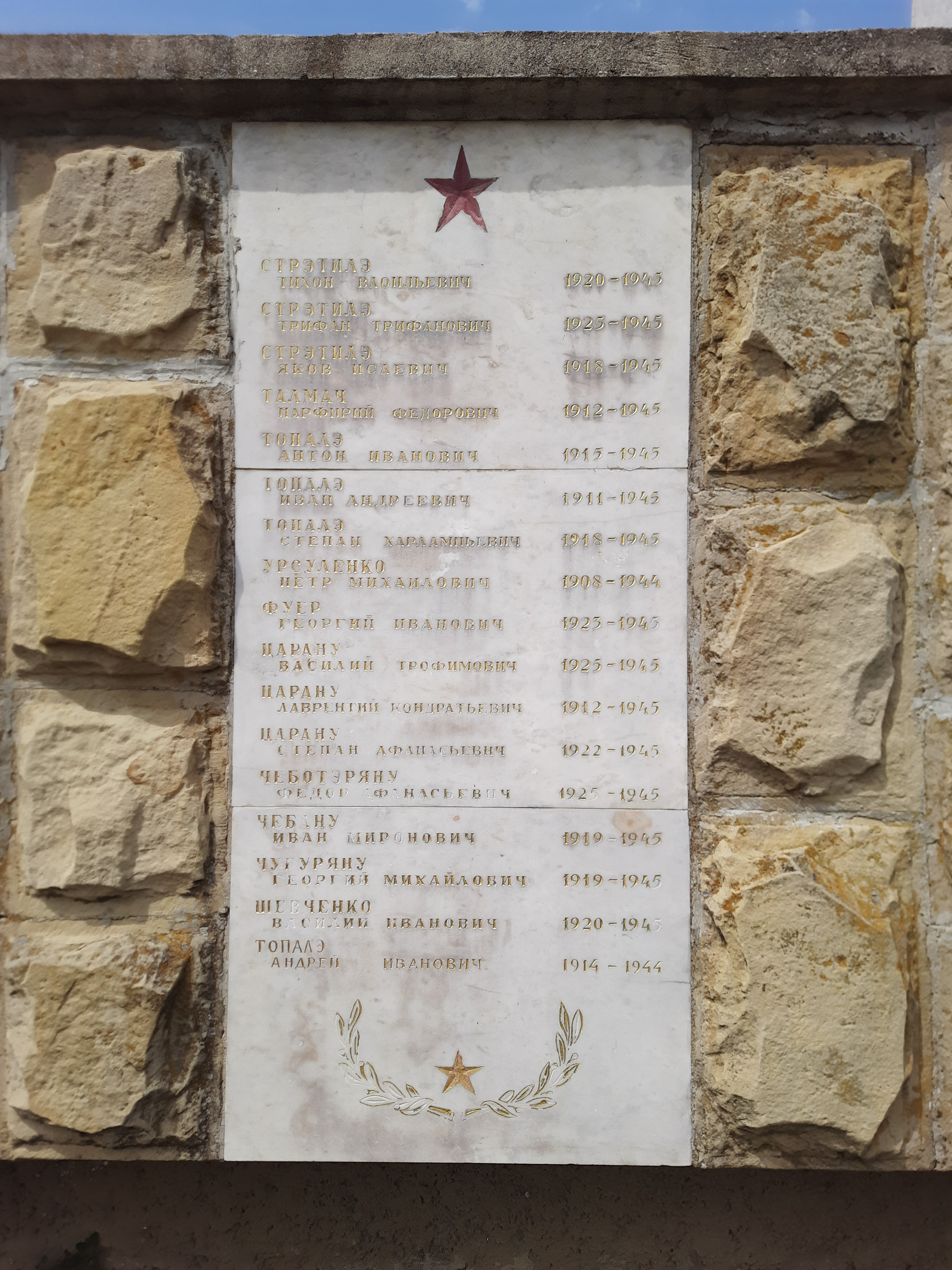
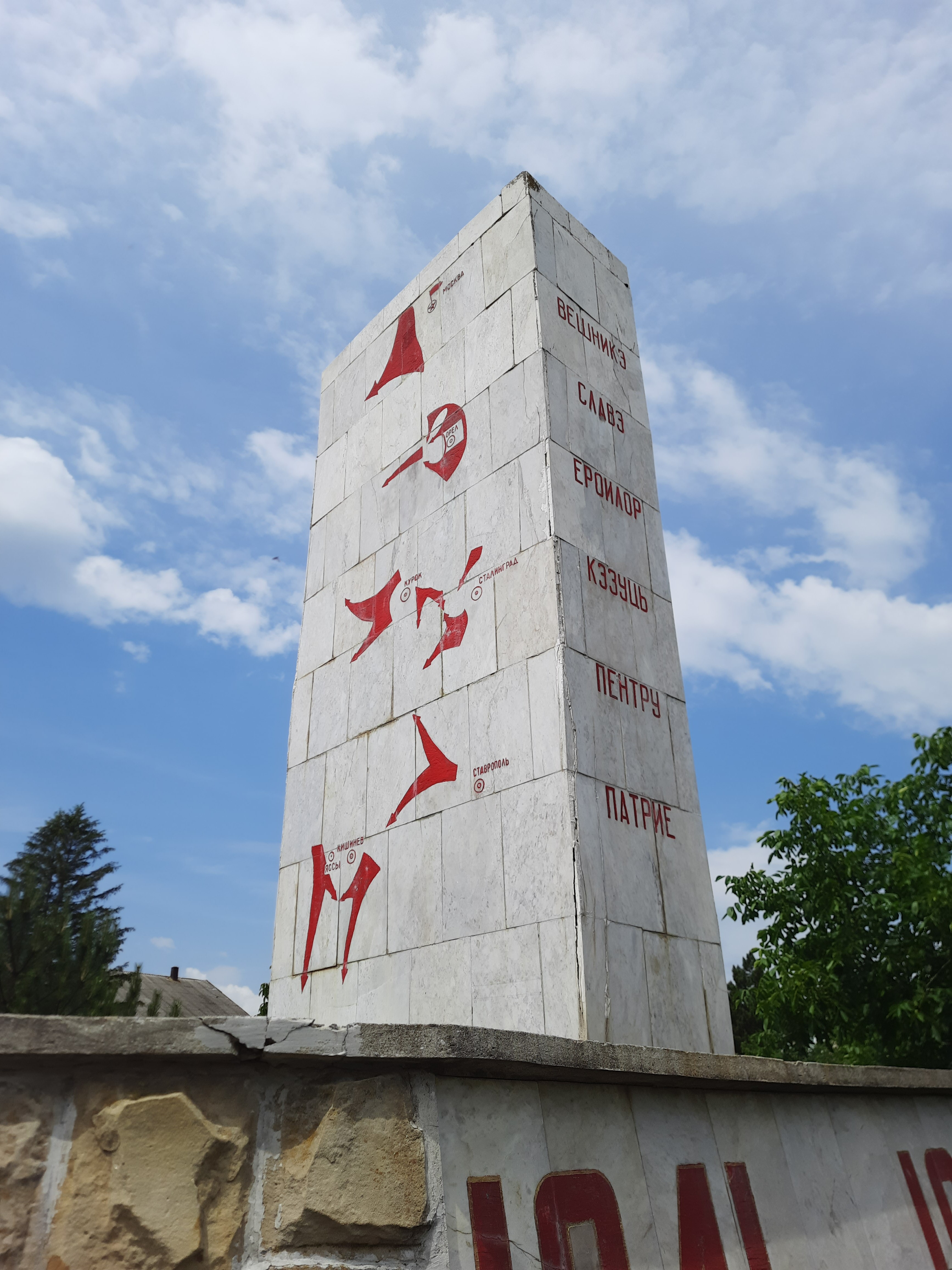
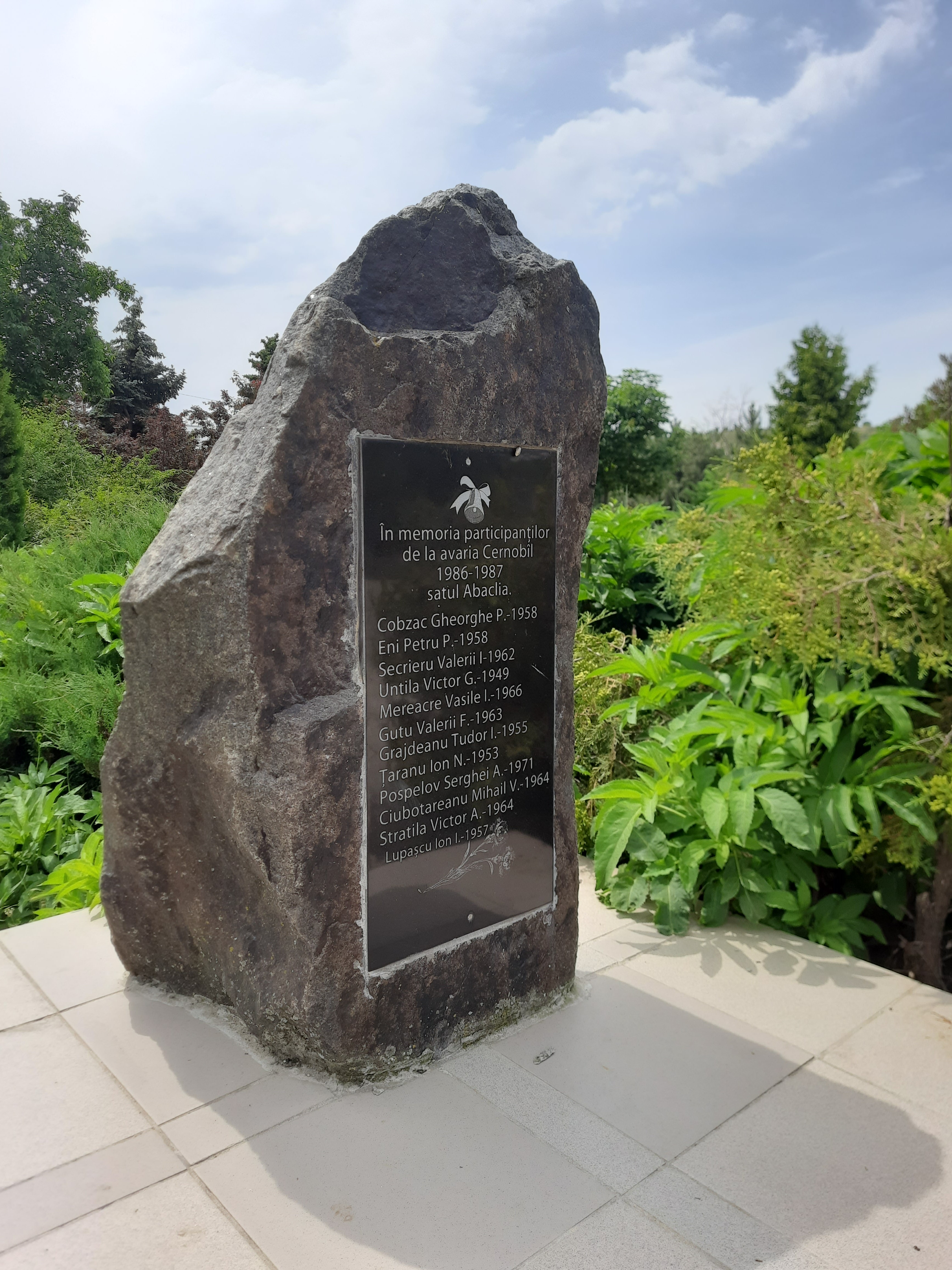
Memorialul victimelor catastrofei de la Cernobîl.
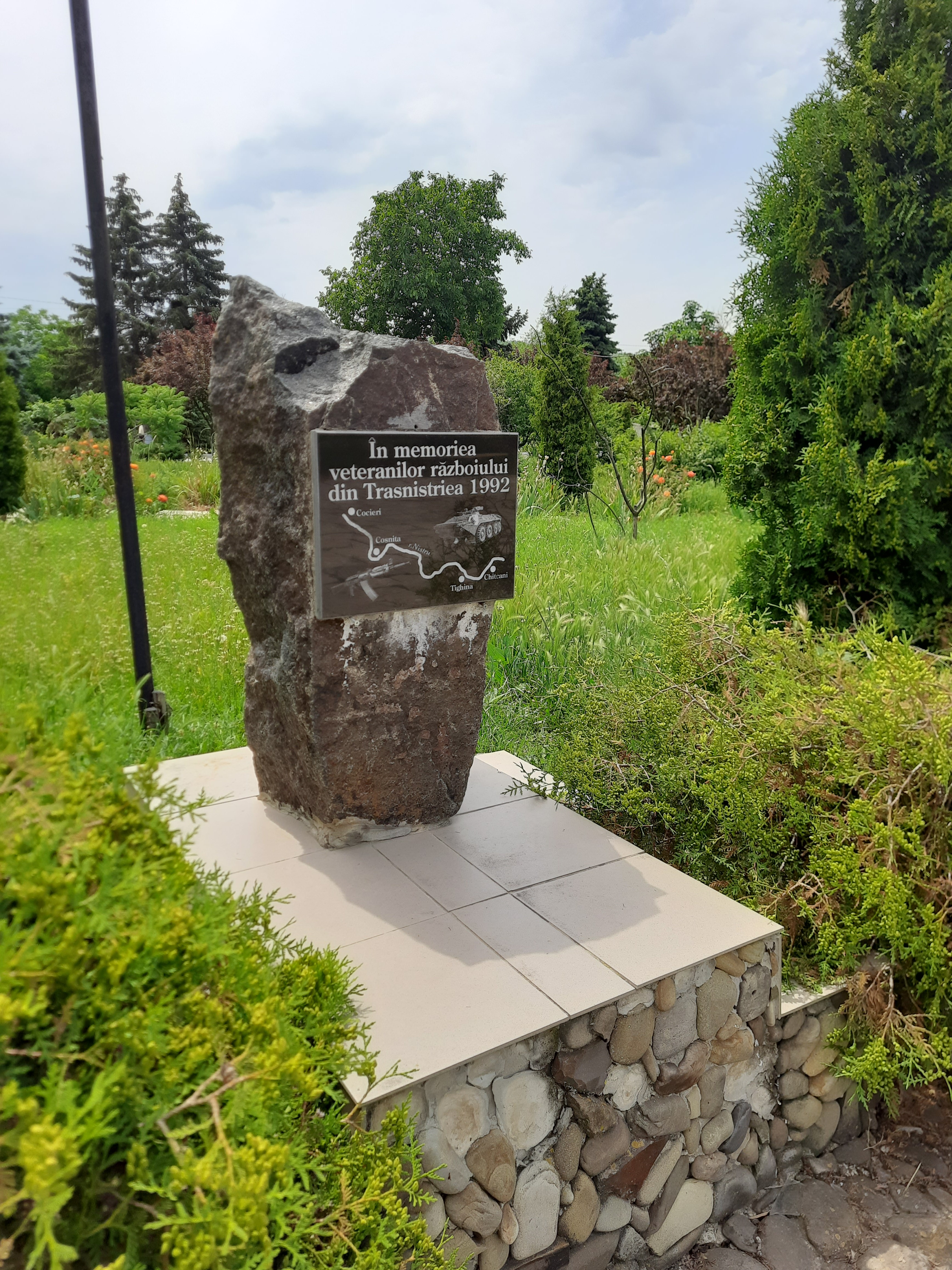
Memorial victimelor războiului din Transnistria.

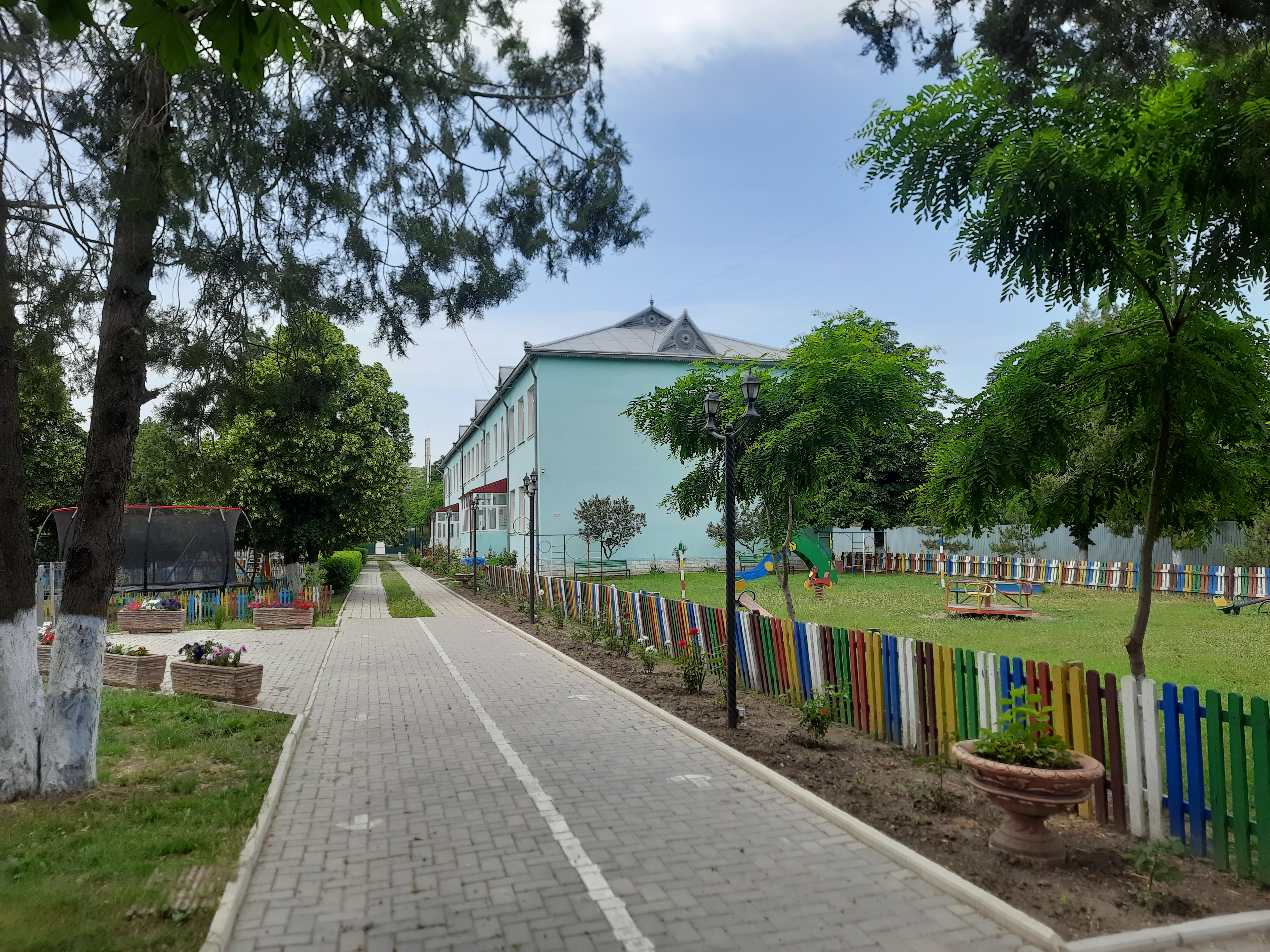
Instituția preșcolară din localitate.